# Carrer de Santa Rita (Arenys de Mar)
El carrer de Santa Rita és un carrer d'Arenys de Mar (Maresme). Està protegit com a bé cultural d'interès local en el seu conjunt.

## Descripció
És un grup interessant de casetes entre mitgeres d'una sola planta, amb pati davanter tancat amb reixes i pilars de diverses formes, que es corresponen generalment amb les de les cornises ondulades i datades que serveixen de coronament de les façanes. El pati s'ha malmès degut a la presència d'indústries al costat oposat del carrer. Les decoracions de les façanes són de tipus floral.